# شتيفان باربو
شتيفان باربو (بالرومانية: Ștefan Barbu) (2 مارس 1908 في أراد ، الإمبراطورية النمساوية المجرية – 30 يونيو 1970 في أراد، رومانيا) لاعب كرة قدم روماني كان يجيد اللعب في مركز المهاجم .

## السيرة الذاتية
بدأ باربو مسيرته الرياضية لاعبا في نادي أوليمبيا أراد . في سنة 1921 انتقل إلى نادي غلوريا أراد ولعب مباراته الرسمية الأولى عندما كان يبلغ من العمر 17 سنة . في سنة 1927 أي عندما بلغ من العمر 19 سنة لعب أول مباراة دولية مع منتخب رومانيا في مواجهة منتخب بولندا وانتهت بالتعادل 3-3 . في سنة 1930 شارك في بطولة كأس العالم الأولى التي أقيمت في الأوروغواي حيث شارك في مباراتي منتخب بلاده في مواجهة الأوروغواي ثم بيرو من دون أن ينجح في تسجيل أي هدف . شارك في آخر مباراة دولية في نفس السنة وكانت أمام منتخب بلغاريا وانتهت بالخسارة . في سنة 1933 انتقد إلى نادي رابيد بوخارست وحقق معه بطولة كأس رومانيا 3 مرات في مواسم 1934-1935 ، 1935-1936 ، و 1937-1938 كما توج هدافا لبطولة دوري الدرجة الأولى موسم 1935-1936 برصيد 23 هدف. في سنة 1938 قرر باربو العودة إلى نادي غلوريا أراد واستمر فيه حتى اعتزاله في سنة 1942 . بعد الاعتزال اتجه إلى التحكيم واستمر فيه 15 سنة . في سنة 1957 تم تعيينه رئيسا لنادي سي إف آر في مدينة أراد .

## روابط خارجية
- شتيفان باربو على موقع الاتحاد الدولي (مؤرشف)  (الإنجليزية)
- شتيفان باربو على موقع قاعدة بيانات كرة القدم.إي يو (الإنجليزية)
- شتيفان باربو على موقع ناشيونال فوتبول تيمز (الإنجليزية)
- شتيفان باربو على موقع Soccerway.com (الإنجليزية)
- شتيفان باربو على موقع عالم كرة القدم.نت (الإنجليزية)